# Saison 21 de NCIS : Enquêtes spéciales
Chronologie
Saison 20 Saison 22
Cet article présente le guide des épisodes de la vingtième-et-unième saison de la série télévisée américaine NCIS : Enquêtes spéciales.

## Distribution

### Acteurs principaux
- Sean Murray (VF : Adrien Antoine) : Timothy McGee, agent spécial du NCIS
- Wilmer Valderrama (VF : Eilias Changuel) : Nick Torres, agent spécial du NCIS
- Katrina Law (VF : Laëtitia Laburthe Tolra) : Jessica Knight, agent spécial du NCIS
- Brian Dietzen (VF : Christophe Lemoine) : Jimmy Palmer, médecin légiste du NCIS
- Diona Reasonover (VF : Vanessa Van-Geneugden) : Kasie Hines, experte scientifique du NCIS
- David McCallum (VF : Frédéric Cerdal)[Note 1] : Donald Mallard, historien et ancien médecin légiste du NCIS (épisodes 1 et 2)[Note 2]
- Rocky Carroll (VF : Serge Faliu) : Leon Vance, directeur du NCIS
- Gary Cole (VF : Philippe Vincent) : Alden Parker, chef d'équipe du NCIS

### Acteurs récurrents
- Michael Weatherly (VF : Xavier Fagnon) : Anthony « Tony » DiNozzo Jr., ancien agent spécial du NCIS (épisode 2)
- Russell Wong : Feng Zhao, agent spécial du NCIS et père de Knight (épisode 5)
- Joe Spano (VF : Patrick Raynal) : Tobias « T. C. » Fornell, ex-agent du FBI, meilleur ami de Gibbs et détective privé (épisode 7)
- Margo Harshman : Delilah McGee (épisode 9)

### Invités deNCIS: Los Angeles
- Daniela Ruah : Kensi Blye, agent spécial de l'OPS à Los Angeles (épisode 7)

### Invités deNCIS: Hawaiʻi
- Vanessa Lachey : Jane Tenant, chef d'équipe du NCIS à Hawaï (épisode 7)

## Production
Le 21 février 2023, la série est renouvelée pour une vingt-et-unième saison.
La diffusion de la saison est repoussée à février 2024, à la suite de la double grève des scénaristes du 2 mai au 27 septembre 2023 puis celle des acteurs du 14 juillet au 9 novembre 2023.
La saison est diffusée du 12 février au 6 mai 2024 sur CBS aux États-Unis. 
Le 25 septembre 2023, David McCallum, l’interprète du médecin légiste « Ducky » Mallard depuis la première saison, meurt à l'âge de 90 ans. Le 19 décembre 2023, il est annoncé que le deuxième épisode de la saison qui est diffusé le 19 février 2024, lui rend hommage.
Le 5 janvier 2024, CBS annonce que Daniela Ruah, ancienne interprète de Kensi Blye dans NCIS : Los Angeles, réalisera le quatrième épisode de la saison, qui sera diffusé le 4 mars.
Le 1000e épisode de la franchise NCIS est diffusé 15 avril 2024. Il marque le retour de plusieurs personnages de la franchise.
Le 14 mars 2024, Daniela Ruah et Vanessa Lachey confirment leur présence dans le 1000e épisode de la franchise. Elles reprennent leurs rôles respectifs de Kensi Blye et de Jane Tennant.
Michael Weatherly fait son retour après 8 ans d'absence lors du deuxième épisode de la saison, rendant hommage à Ducky.
Margo Harshman et Joe Spano font leur retour en tant que personnages récurrents au cours de la saison.

## Épisodes

### Épisode 1:Le jour est venu
- États-Unis /  Canada : 12 février 2024 sur CBS / Global
- Suisse : 2 mai 2024 sur RTS Un
- France : 11 mai 2024 sur M6

- États-Unis : 7,32 millions de téléspectateurs (première diffusion)[11]
- France : 1,30 million de téléspectateurs[12] (première diffusion)

- Al Sapienza : Maurice Riva
- Pilar Holland : Lucia Campbell
- Kimberly Matula : Agent Rose
- Michael Garza : Reymundo De Leon
- Chris Petrovski : Lev Trotski
- J. Claude Deering : Curtis Hubley
- Vanessa Martinez : Marta De Leon
- Matthew Godbey : Agent Brian Colfax
- Jeffrey Boehm : Agent pénitencier Otis Glazebrook
- Johanna Curé : Aida Torres
- Julian Rangel : Nick Torres jeune

### Épisode 2:Adieu Ducky
- États-Unis /  Canada : 19 février 2024 sur CBS / Global
- Suisse : 2 mai 2024 sur RTS Un
- France : 11 mai 2024 sur M6

- États-Unis : 7,43 millions de téléspectateurs (première diffusion)[13]
- France : 1,27 million de téléspectateurs[12] (première diffusion)

- Michael Weatherly : Anthony "Tony" DiNozzo Jr.
- David Starzyk : Allan Berger
- Olivia Sanabia : Serena Zawadski
- Selah Victor : Susan
- James Landry Hébert : Jonesy
- Mark Harmon : Leroy Jethro Gibbs (Images d'archives)

- Cet épisode rend hommage à David McCallum, l'interprète de l'ancien médecin légiste et historien Donald « Ducky » Mallard, mort le 25 septembre 2023 à l'âge de 90 ans.
- Pour l'occasion, Michael Weatherly fait son retour dans le rôle d'Anthony DiNozzo Jr., toutefois, celui-ci n'est pas crédité dans la liste des acteurs invités (il s'agit d'une « apparition exceptionnelle »).
- Le générique est exceptionnellement modifié et ralenti pour éviter son côté entrainant.
- Le nom du chien de Ducky, Solo, est une référence au personnage de Napoléon Solo de la série Des agents très spéciaux, dans laquelle David McCallum incarnait l'agent soviétique Illya Kouriakine au côté de Robert Vaughn, qui jouait l'espion américain Napoléon Solo.
- Dans la version française, les flashbacks mettant en scène Ducky ont été redoublés par Frédéric Cerdal, qui avait repris le rôle à la mort de Michel Le Royer lors de la saison 19 (et bien que ceux-ci aient été doublés à l'époque par Le Royer), Hervé Jolly, Adrien Antoine et Christophe Lemoine redoublant eux-mêmes lesdits passages.

### Épisode 3:Nouveaux Horizons
- États-Unis /  Canada : 26 février 2024 sur CBS / Global
- Suisse : 9 mai 2024 sur RTS Un
- France : 18 mai 2024 sur M6

- États-Unis : 7,00 millions de téléspectateurs (première diffusion)[14]
- France : 1,37 million de téléspectateurs[15] (première diffusion)

- Chris McKenna : Eric Webb
- Justin Louis : Harlan Atwood
- Indira G. Wilson : Député Westin
- Michael Shepperd : Louis
- Marc Forget : Laugier, capitaine du GIGN
- Tina D'Marco : Une parisienne
- Harold Nieves Fisch : Alexander Renard
- Andy Favreau : Agent de la CIA
- Billy Malone : Dominic, mécanicien du NCIS
- Victoria Kelleher : Barbara
- Nina Concepción : Gladys Molina, opérateur du NCIS

### Épisode 4:Noirs désirs
- États-Unis /  Canada : 4 mars 2024 sur CBS / Global
- Suisse : 9 mai 2024 sur RTS Un
- France : 18 mai 2024 sur M6

- États-Unis : 6,91 millions de téléspectateurs (première diffusion)[16]
- France : 1,19 million de téléspectateurs[15] (première diffusion)

- Carson Fagerbakke : Tanya Ellsworth
- Alastair Duncan : Ron Davenport
- Jake Thomas : Officier Derek Bailey
- Carly Hughes : Vicky Meyer
- Devin Crittenden : Mickey Steele
- Nancy Daly : Claire Raider
- Joe Fusco : Mr. Dawson
- Kschris Anda : Troy, agent de sécurité
- Benmio McCrea : Lawyer

- L'épisode est réalisé par Daniela Ruah, interprète de Kensi Blye dans NCIS : Los Angeles.

### Épisode 5:Le Plan
- États-Unis /  Canada : 25 mars 2024 sur CBS / Global
- Suisse : 16 mai 2024 sur RTS Un
- France : 25 mai 2024 sur M6

- États-Unis : 6,15 millions de téléspectateurs (première diffusion)[17]
- France : 1,08 million de téléspectateurs[18] (première diffusion)

- Russell Wong : Feng Zhao
- Jona Xiao : Dr. Mei Li
- Massi Pregoni : Kenny
- Jason Ko : Agent spécial du NCIS James Chen
- Victor William Chen : Chinois
- Michael J. Chen : Marin #1
- Larry Leong : Marin #2

### Épisode 6:La vérité est ailleurs
- États-Unis /  Canada : 1er avril 2024 sur CBS / Global
- Suisse : 16 mai 2024 sur RTS Un
- France : 25 mai 2024 sur M6

- États-Unis : 5,90 millions de téléspectateurs (première diffusion)[19]
- France : 0,97 million de téléspectateurs[18] (première diffusion)

- James Immekus : Daniel Silcott
- J. Claude Deering : Curtis Hubley
- Tommy Snider : Nestor Quinn
- Mandy Levin : députée Shirley Ives
- Iman Crosson : Lieutenant de la Navy, Elliot Greene
- Cary Christopher : Kaiden Silcott
- Tacey Adams : Avatar de la Grand-mère
- Swati Kapila : CEO Tamara Hamilton
- Robert Almodovar : Leader du groupe

### Épisode 7:La Conspiration
- États-Unis /  Canada : 15 avril 2024 sur CBS / Global
- Suisse : 23 mai 2024 sur RTS Un
- France : 1er juin 2024 sur M6

- États-Unis : 6,70 millions de téléspectateurs (première diffusion)[20]
- France : 1,54 million de téléspectateurs[21] (première diffusion)

- Vanessa Lachey : Jane Tenant
- Daniela Ruah : Kensi Blye
- Joe Spano : Tobias Fornell
- J. Claude Deering : Curtis Hubley
- Shelby Flannery : Lindsey Wexler
- Spence Moore II : Jared Vance
- T.J. Thyne : Fletcher Voss
- Jeremy John Wells : Agent William Baer Jr.

### Épisode 8:En plein cœur
- États-Unis /  Canada : 22 avril 2024 sur CBS / Global
- Suisse : 23 mai 2024 sur RTS Un
- France : 1er juin 2024 sur M6

- États-Unis : 6,29 millions de téléspectateurs (première diffusion)[22]
- France : 1,34 million de téléspectateurs[21] (première diffusion)

- Christina Kirk : Dr. Clara Logan
- Juan Javier Cardenas : Carlos « El Viento » Savina
- Tim Russ : Dr. Erik Harper
- Krishna Smitha : Dr. Carrie Moran
- Jake B. Miller : Jim
- Michael Monasterio : Miguel Ortega
- Mathew Yanagiya : Ryan Cross
- Calida Jones : Alicia Tankersley
- George Tsai : Keith Johnson
- Alfred K. Chow : Conducteur
- Ethan Corn : Physicien

### Épisode 9:À la texane
- États-Unis /  Canada : 29 avril 2024 sur CBS / Global
- Suisse : 30 mai 2024 sur RTS Un
- France : 8 juin 2024 sur M6

- États-Unis : 6,66 millions de téléspectateurs (première diffusion)[23]
- France : 1,17 million de téléspectateurs[24] (première diffusion)

- Margo Harshman : Delilah McGee
- Antoni Corone : Carl Bannon
- Rose Portillo : Sheriff Jo
- Jonathan Keltz : Jackson Bannon
- Marnee Carpenter : Alma
- Jennifer Jalene : Marine Diane Vicks
- Burgandi Trejo Phoenix : Rachel Calley
- Jerry Kernion : pasteur Alan
- Matthew Downs : Bill Norian
- Elisa Donovan : Carol

### Épisode 10:Le Bateau
- États-Unis /  Canada : 6 mai 2024 sur CBS / Global
- Suisse : 30 mai 2024 sur RTS Un
- France : 8 juin 2024 sur M6

- États-Unis : 6,84 millions de téléspectateurs (première diffusion)[25]
- France : 1,12 million de téléspectateurs[24] (première diffusion)

- Adam Ferrara : Sammy Craig
- Bruce Nozick : Lacy
- Matthew Yang King : Michael Chang
- Michael Monks : Edgar
- Gabriella Piazza : Molly Mackin
- Kent Shocknek : Reporter de ZNN Guy Ross
- Tammi Mac : Janice
- Mackenzie Firgens : Mère de Parker
- Milo Cragnotti : Jeune Parker
- Kensie Mills : Lily